# 北国行きで
「北国行きで」（きたぐにゆきで）は、1972年1月25日にワーナー・パイオニアから発売された朱里エイコ通算10枚目のシングル。規格品番: L-1069R。

## 解説
ワーナー・パイオニアに移籍してから2枚目となったシングルで、朱里初の大ヒット曲であり35万枚を売り上げ1972年末の『第23回NHK紅白歌合戦』に初出場し、黄色のミニスカ衣装を纏い本曲を歌唱した。

## 収録曲
- 両曲作詞: 山上路夫、作曲・編曲: 鈴木邦彦

1. 北国行きで
2. 時の流れにのこされて

## 収録作品
- 北国行きで

これから始まるなにか PASSIONATELY S.EIKO
SUPER SELECTION TODAY
Greatest Hits '72-'79
朱里エイコ 全曲集
愛蔵盤シリーズ7 朱里エイコベスト 北国行きで
朱里エイコ 〜北国行きで〜
究極のベスト! 朱里エイコ
朱里エイコ スーパーベスト・コレクション
朱里エイコ ワーナー・イヤーズ 1971-1979
朱里エイコ 北国行きで ベスト・アルバム
リトル・ダイナマイト 〜 ベスト・オブ・朱里エイコ

## カバー
- 大西ユカリ - アルバム『大西ユカリと新世界』収録。
- 門倉有希 - アルバム『Jプリズム II』収録。
- 坂本冬美 - アルバム『Love Songs IV 〜逢いたくて逢いたくて〜』収録。
- 徳永英明 - アルバム『VOCALIST VINTAGE』収録。
- 仲雅美 - アルバム『君を愛す』収録。
- 夏木マリ - アルバム『絹の靴下 マグネット・アルバム』収録。
- にしきのあきら - アルバム『郷愁のうた』収録。
- 根食真実 - シングル『北国行きで 〜Missing Way〜』
- 藤圭子 - アルバム『遠くへ行きたい "演歌の旅"』収録。
- 松島アキラ - アルバム『湖愁 女心を唄う』収録。
- 水田竜子 - アルバム『旅うた Vol.5』収録。
- 水森かおり - アルバム『歌謡紀行13 〜島根恋旅〜』収録。
- 森山加代子 - アルバム『ヒット・ソングをうたう』収録。
- 山本リンダ - アルバム『どうにもとまらない』収録。
- 和田弘とマヒナスターズ - アルバム『ムード歌謡ベスト14』収録。